# Michelle Gomez
Michelle Gomez (ur. 23 listopada 1966 w Glasgow) – brytyjska aktorka filmowa, telewizyjna i teatralna. Wystąpiła w takich serialach jak: Zielone skrzydło, Złe wychowanie, Doktor Who i Chilling Adventures of Sabrina.

## Życiorys
Córka May i Tony’ego Gomezów. Jej ojciec pochodził z karaibskiej wyspy Montserrat i miał pochodzenie portugalskie, był fotografem, a jej matka prowadziła agencję modelek. Od momentu, gdy w wieku siedmiu lat wystąpiła w musicalu Kiss Me, Kat, chciała zostać aktorką, do czego zachęcali ją także rodzice. W latach 1978–1983 uczęszczała do Shawlands Academy w Glasgow i ukończyła Royal Scottish Academy of Music and Drama.
Jej pierwszą główną rolą była Catriona w ekranizacji zbioru opowiadań Irvine’a Welsha Na kwasie (The Acid House, 1998) z Kevinem McKiddem. We włoskim westernie Zemsta Gunslingera (Il mio West, 1998) z udziałem Leonarda Pieraccioniego, Harveya Keitela i Davida Bowie zagrała postać skórzanej dziewczyny. Od 12 kwietnia 2002 do 28 lutego 2003 występowała jako Janice McCann w serialu Channel 4 The Book Group u boku Rory’ego McCanna i Anne Dudek. Potem pojawiła się w sitcomach: BBC Carrie i Barry (2004–2005) jako Michelle, Channel 4 Zielone skrzydło (2004–2007) jako oficer łącznikowy personelu Sue White i BBC 2 Feel the Force (2006) jako Sally Bobbins.
W 2008 związała się z Royal Shakespeare Society, gdzie grała główną rolę Katarzyny w komedii Szekspira Poskromienie złośnicy.
1 maja 2000 wyszła za mąż za aktora Jacka Davenporta. Mają syna Harry’ego (ur. 2010).

## Filmografia

### Filmy
| Rok  | Nazwa filmu                        | Rola                    | Uwagi                                                |
| ---- | ---------------------------------- | ----------------------- | ---------------------------------------------------- |
| 1989 | First and Last                     | pielęgniarka            | film telewizyjny                                     |
| 1998 | The Acid House                     | Catriona                |                                                      |
| 1998 | Il mio West                        | dziewczyna              | film włoski; angielski tytuł to Gunslinger's Revenge |
| 1999 | New World Disorder                 | Annika „Amethyst” Rains |                                                      |
| 1999 | Mauvaise passe                     | gospodyni               |                                                      |
| 1999 | Ticks                              | zestresowana dziewczyna | film krótkometrażowy                                 |
| 2000 | Offending Angels                   | była Baggy'ego          |                                                      |
| 2001 | Subterrain                         |                         |                                                      |
| 2003 | Ready When You Are, Mr. McGill     | Judy                    |                                                      |
| 2005 | Chromofobia (Chromophobia)         | Bushey                  |                                                      |
| 2005 | Meat the Campbells                 | Pani Campbell           | film krótkometrażowy                                 |
| 2006 | The Good Housekeeping Guide        | Jenny                   | film telewizyjny                                     |
| 2006 | The Secret Policeman's Ball        | Sue White               | film telewizyjny                                     |
| 2007 | Wedding Belles                     | Amanda                  | film telewizyjny                                     |
| 2009 | Svengali                           | Francine Hardy          | film telewizyjny                                     |
| 2012 | Prezent ślubny (The Wedding Video) | kobieta planująca ślub  |                                                      |

### Seriale
| Rok        | Nazwa filmu                    | Rola                            | Uwagi                                      |
| ---------- | ------------------------------ | ------------------------------- | ------------------------------------------ |
| 1992; 1999 | Taggart                        | Harriet Bailes / Fryzjerka      | 2 odcinki                                  |
| 1996; 1998 | The Bill                       | Carrie Bennett / Penny Grice    | 2 odcinki                                  |
| 1999       | Highlander: The Raven          | Talia Bauer                     | odc. „Inferno”                             |
| 2001       | Rebus                          | Caro Rattray                    | odc. „Mortal Causes”                       |
| 2002       | Moja rodzinka (My family)      | Sharon, asystentka dentystyczna | odc. „The Second Greatest Story Ever Told” |
| 2002–2003  | The Book Group                 | Janice McCann                   | 12 odcinków                                |
| 2003       | Manchild                       | Kitty                           | 1 odcinek                                  |
| 2004–2005  | Carrie & Barry                 | Michelle                        | 12 odcinków                                |
| 2004–2006  | Zielone skrzydło (Green Wing)  | Sue White                       | 18 odcinków                                |
| 2005       | Murder in Suburbia             | Anita Green                     | odc. „Estate Agents”                       |
| 2006       | Feel the Force                 | Sally Bobbins                   | 6 odcinków                                 |
| 2007       | Oliver Twist                   | Pani Sowerberry                 | miniserial                                 |
| 2012–2013  | Złe wychowanie (Bad Education) | Pickwell                        | 11 odcinków                                |
| 2013–2014  | Psychobitches                  | różne role                      | 3 odcinki                                  |
| od 2014    | Doktor Who (Doctor Who)        | Missy (Mistrz)                  | 9 odcinków                                 |
| 2018–2020  | Chilling Adventures of Sabrina | Mary Wardwell/Madam Szatan      | 10 odcinków                                |